# تاريخ الممالك الثلاث (كتاب)

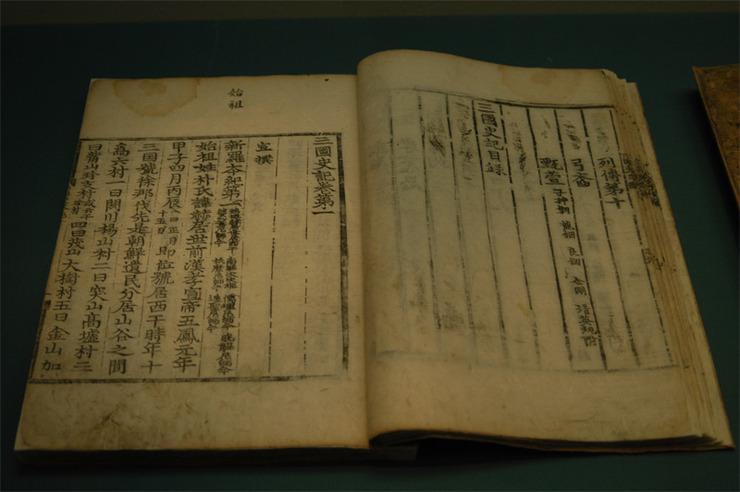
إحدى صفحات الكتاب.

تاريخ الممالك الثلاث (بالهانغل: 삼국사기، وبالهانجا: 三國史記، وحرفياً: سَامْغُكْ سَاغِي) هو مُؤَلَّف تاريخي خاص بتاريخ ممالك كوريا الثلاث اكتملت كتابته في سنة 1145 على يد المؤرخ والمسؤول الحكومي كم بو شك بأمر من الملك إنجونغ ملك مملكة غوريو، ويعتبر أقدم كتاب كوري عُثر عليه. تحمل نسخ الكتاب المختلفة والموجودة اليوم الرقم 525، والرقم 722، والرقم 723 وذلك في ترتيب قائمة الكنوز في كوريا الجنوبية.

## الإشارات والمراجع

### الإشارات والمراجع الرقمية
1. ↑  Ki-baek Yi. Page 167.
2. ↑  Ki-Moon Lee, S. Robert Ramsey. Page 37.
3. ↑  Treasure 525. [وصلة مكسورة] نسخة محفوظة 2020-04-16 على موقع واي باك مشين.
4. ↑  Treasure 722. [وصلة مكسورة] نسخة محفوظة 2020-04-16 على موقع واي باك مشين.
5. ↑  Treasure 723. [وصلة مكسورة] نسخة محفوظة 2020-04-16 على موقع واي باك مشين.